# پارک سافاری دبی
پارک سافاری دبی (عربی: دُبَی سَفَارِی بارک، آوانگاری: Dubai Safari Park) یک پارک دوستدار محیط زیست سافاری واقع در دبی، امارات متحده عربی است. منبع اصلی انرژی این پارک انرژی خورشیدی است. این پارک در الورقاء در جاده Hatta واقع شده است.
این پارک دارای حدود ۳۰۰۰ حیوان از ۷۸ گونه پستاندار - از جمله ۱۰ گوشتخوار مختلف و ۱۷ پستاندار، ۵۰ نوع خزنده، ۱۱۱ نوع پرنده، و دوزیستان و بی مهرگان است.
این پارک در پنجاهمین سالگرد تأسیس باغ وحش دبی جایگزین شد. در ۱۵ مه ۲۰۱۸، پارک برای بازسازی و بهبود بسته شد تا اینکه در اکتبر ۲۰۲۰ بازگشایی شود